# 审计重要性
在审计中，重要性，是指如果一项错报单独或连同其他错报可能影响财务报表使用者依据财务报表作出的经济决策，则该项错报是重大的。错报是指对财务报表金额和披露的错误或遗漏。
重要性是审计学的基本概念之一，它取决于在具体情况下对错报金额和性质的判断。重要性与审计风险相关，但是与被审计者的内部控制风险等情况无关。审计师在计划审计工作时，运用职业判断以确定审计重要性水平，包括财务报表层次和各类交易、账户余额、列报（包括披露）认定层次的重要性水平。
重要性与审计风险之间存在反向关系。重要性水平越高，审计风险越低；重要性水平越低，审计风险越高。
在审计工作结束时，审计师如果认为尚未更正错报的汇总数可能是重大的，应当考虑通过扩大审计程序的范围或要求管理层调整财务报表以降低审计风险。